# Pseudophiloscia haradai
Pseudophiloscia haradai is een pissebed uit de familie Philosciidae. De wetenschappelijke naam van de soort is voor het eerst geldig gepubliceerd in 1986 door Nunomura.